# キンエノコロ
キンエノコロは、イネ科エノコログサ属の一種で、一年生植物の雑草である。穂の形がエノコログサとよく似ているが、穂にびっしり生える毛が、黄緑色のエノコログサと異なり、黄色である。その黄色が光を受けるさまを金色と見たのが名の由来である。

## 分布
ヨーロッパ原産だが、北半球の温帯から熱帯にかけて広く分布する。日本でも北海道から九州まで、道ばた、休閑地、あるいは耕地に雑草としてよく見られる。
日本では同属のアキノエノコログサとともに最終氷期から自生しており、縄文時代中期以降に入ってきたエノコログサより古株である。

## 利用
インド南部では、脱粒性をなくした型のキンエノコロが栽培されている。
他地域では雑草である。ニュージーランドでは牧草地の20から40％がこの草で覆われ、乳生産の損失をきたしているという。
エノコログサ属には人のコレステロールを下げる効果を持つステロール類を含有する種がある。上越教育大学の研究グループが測定したところ、キンエノコロにも100g中89.1mgのステロール類が含まれていた。